# Gertruida van Veen

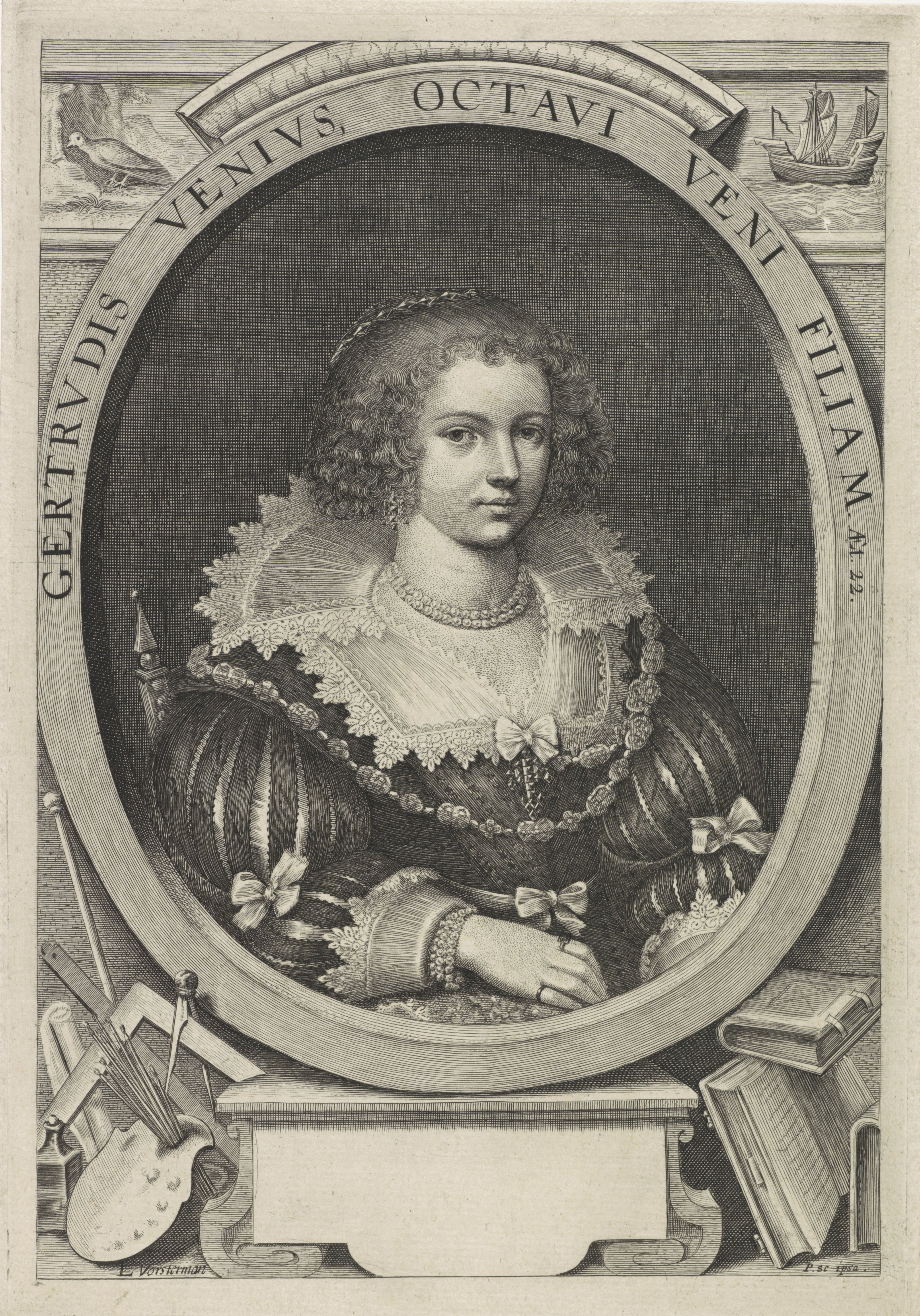
Gertruida van Veen Portrait von Lucas Vorsterman

Gertruida van Veen  (* 4. Juni 1602 in Antwerpen; † 30. Juni 1643 ebenda) war eine flämische Malerin.

## Leben und Werk

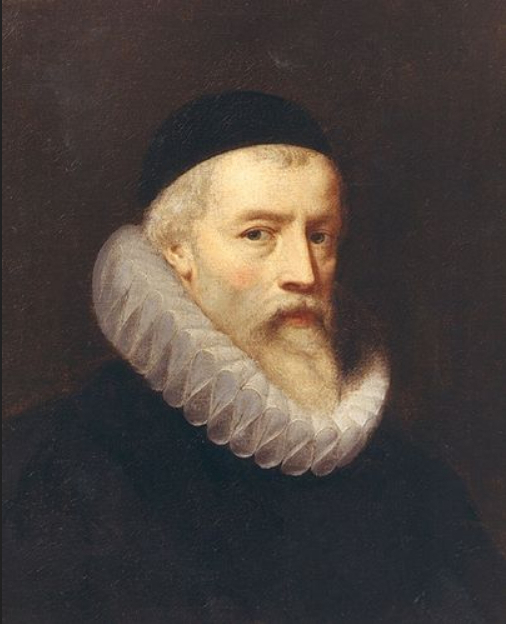
Portrait von Otto van Veen

Gertruida van Veen wurde am 4. Juni 1602 in Antwerpen geboren. Ihr Vater war der Maler Otto van Veen, der Lehrer von Peter Paul Rubens, ihre Mutter Maria Loets. Gertruida. Sie heiratete den Kaufmann Ludovicus Malo.
Van Veen stammte aus einer Familie, die viele Künstler hervorgebracht hat. Nicht nur ihr Vater war ein Maler, auch ihr Onkel Pieter van Veen war Anwalt und Maler, zudem mehrere seiner Kinder, wie die Söhne Cornelis und Jacob, sowie die Töchter Apollonia und Geertruyt van Veen. Bekannt wurde sie für das Porträt ihres Vaters, welches sich heute in den Königlichen Museen der Schönen Künste in Brüssel befindet.
Gertruida Malo-van Veen starb am 30. Juni 1643. Sie wurde in der Kirche St. Jakob in Antwerpen begraben.